# فينا مازودار
الدكتورة فينا مازومدار (28 مارس 1927 - 30 مايو 2013) كانت ناشطة أكاديمية وناشطة يسارية ونسوية هندية. كانت رائدة في مجال دراسات المرأة في الهند، وكانت شخصية قيادية في الحركة النسائية الهندية. كانت من أوائل الأكاديميات في الجمع بين النشاط والبحث العلمي في الدراسات النسائية. كانت سكرتيرة أول لجنة لوضع المرأة في الهند والتي أصدرت التقرير الأول عن حالة المرأة في البلاد، نحو المساواة (1974). كانت المدير المؤسس لمركز دراسات تنمية المرأة (CWDS) ، وهي منظمة مستقلة تأسست عام 1980 ، تحت إشراف المجلس الهندي لأبحاث العلوم الاجتماعية (ICSSR). كانت أستاذة أبحاث وطنية في مركز دراسات تنمية المرأة، دلهي.